# لي غا ريونغ
لي غا ريونغ (بالكورية: 이가령)‏ هي ممثلة وعارضة ازياء كورية جنوبية. ولدت يوم 2 أكتوبر 1980 في سول في كوريا الجنوبية.

## روابط خارجية
- لي غا ريونغ على موقع IMDb (الإنجليزية)